# Gowdasandra, Gauribidanur
Gowdasandra là một làng thuộc tehsil Gauribidanur, huyện Kolar, bang Karnataka, Ấn Độ.